# Drury Rock
Der Drury Rock ist eine 37 m hohe Klippe im Archipel Heard und McDonaldinseln im südlichen Indischen Ozean. Er ragt 500 m südsüdöstlich von Shag Island und 10 km nördlich der Insel Heard auf.
Der Felsen taucht erstmals falsch positioniert auf Kartenmaterial des US-amerikanischen Robbenfängerkapitäns H. C. Chester aus dem Jahr 1860 auf, der zu dieser Zeit in den Gewässern um den Archipel operierte. Eine genauere Kartierung erfolgte 1874 bei der Challenger-Expedition (1872–1876). Namensgeber ist Alan Campbell-Drury (* 1918), Fotograf der Australian Antarctic Division.